# Cabrerawoelmuis
De Cabrerawoelmuis (Microtus cabrerae) is een soort woelmuis uit Zuidwest-Europa, verwant aan de aardmuis.
De Cabrerawoelmuis lijkt op de veldmuis, maar is groter. Ook zijn er verschillen in de vachtkleur: de rug van de Cabrerawoelmuis is donkerder van kleur, en de grijze buikzijde is geliger van kleur.
Deze woelmuis heeft een kop-romplengte van 11 tot 13 centimeter en een gewicht van 40 tot 65 gram. De staart is 35 tot 45 millimeter lang.
De verblijfplaats is een ondergronds hol. De Cabrerawoelmuis eet plantaardig materiaal als gras, bladeren en stengels.
De Cabrerawoelmuis leeft in geïsoleerde populaties op het Iberisch Schiereiland en de Mediterrane kust van Frankrijk, van kustmoerassen in Zuid-Portugal tot op 1500 meter hoogte in Centraal-Spanje. Hij komt voornamelijk voor in open bosgebied met een ondergroei van struiken. De soort komt soms samen voor met de veldmuis, maar meestal leeft de Cabrerawoelmuis op lagere hoogte en in vochtigere streken dan de veldmuis.